# Üledékes kőzetek
Üledékes kőzetnek a természetes üledékgyűjtőkben lerakódott üledékből képződő kőzeteket nevezzük. Az átlagosan 36 km vastagnak tekintett földkéreg anyagának mindössze 5%-a üledékes kőzet. Ennek mélység szerinti megoszlása szélsőségesen egyenlőtlen: üledékes kőzetek (illetve még diagenizálatlan, laza üledékek) borítják a szárazföldek felszínének háromnegyedét és gyakorlatilag minden állóvíz medrét.

## Diagenezis
A diagenezis (az üledék üledékes kőzetté válása) lépései:
- Elsődleges kőzet (vulkanit, metamorfit vagy korábbi üledék) mállása és aprózódása vagy oldódása
  - Helyben maradó üledék neve reziduális, különleges fajtája a vulkáni törmelékes üledék, ami nem elsődleges kőzetből, hanem közvetlenül magmából alakul ki
- Szállítódás jég, víz és szél útján, esetleg a gravitáció közvetlen hatására (görgeteg). Osztályozott üledéket állít elő a víz és a szél, osztályozatlant a jég és a gravitáció, ezenkívül a víz oldatokat is szállít
- Lerakódás egy üledékgyűjtő medencében (geoszinklinális), vagy oldatban tartott vegyületek kiválása a környezet fizikai változásainak hatására
- A diagenezis valódi kezdete: rétegterhelés hatására tömörödés (kompakció) lép fel
- Vízvesztés
- Keményedés (konszolidáció)
- Kőzetesedés (litifikáció) valamely cementáló anyag hatására, vagy egyszerűen a nyomás miatt összetapadó szemcsék miatt.

Az üledékes kőzetek alapvető jellemzője a rétegzettség. A réteg olyan szedimentációs alapegység, ami az azonos körülmények között egy folyamatban képződő kőzettestet jelenti. A rétegeket réteglapok választják el, 2 cm-es rétegvastagság alatt lemezről beszélünk, ilyen szerkezetűek a palák. A rétegek alapvetően kétféleképpen települhetnek: párhuzamos vagy keresztrétegzettségben, a többi jellegzetesség ezekből vezethető le.

## Régi rendszerezése

### Törmelékes üledékes kőzetek
Régebbi kőzetek felaprózott részeinek tovaszállításával és lerakódásával keletkezett, pl.:
- lösz – kvarc, földpát és mész szemcsék alkotják, a szél építő munkájával keletkeznek. Ázsiában a Sárga-folyó menti lösztakaró az 1000 m vastagságot is eléri. Sárgás színű, porhanyós kőzet, innen a folyó neve.

### Vegyi üledékes kőzetek

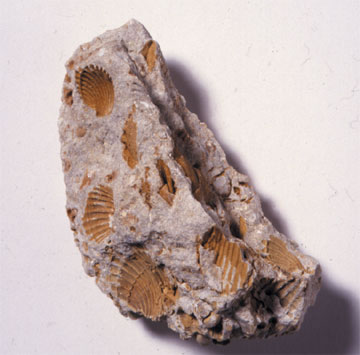
Mészkőbe ágyazott fosszíliák

A tengervízben oldott állapotban levő sók kiválasztásával és lerakódásával keletkezett, pl.:
- kősó – tengervíz lepárlásával is ki lehet választani (NaCl).
- kálisó – fedősó (KCl) borítja, műtrágyagyártásban is használják.

### Szerves eredetű üledékes kőzetek
Növényi és állati maradványok felhalmozódásával keletkezett, pl.:
- mészkő – kalcit, a lánchegyek összetételében dominál, a tengerfenéken jön létre kagylók és csigák mészkővázából.
- dolomit – az Alpok vonulatai erről a kőzetről vannak elnevezve (Dolomitok)
- kőszén – növényekből keletkezik, nagy nyomás és oxigén hatására.

## Új rendszerezése
Az üledékes kőzetek másféle felosztására már az 1910-es években javaslatok születtek, majd az 1970-es években felerősödött a változtatás igénye. A módosítás indoka, hogy az üledékek nagyobb része nehezen sorolható a fentiek közül egyetlen kategóriába. A mészkő például lehet biogén és vegyi eredetű is, de leggyakrabban egyszerre a kettő. Az áthalmozott üledékek esetén kérdéses volt, hogy az iniciális keletkezés, vagy a másodlagos lerakódás alapján soroljuk-e be.
Az új rendszer az ezredforduló körül már szélesebb körben volt használatos, mint a régi. Ebben három kategória van:
- Extrabazinális - ahol a kőzetet alkotó szemcsék az üledékgyűjtőn kívülről származnak
- Intrabazinális - az üledékgyűjtőben helyben keletkező kőzetalkotók
- Vulkáni eredetű törmelék - a tűzhányók által kidobott, majd a légkörből kiülepedő törmelék.

Az extrabazinális üledékek nagyjából megfelelnek a korábbi rendszer törmelékes üledékeinek. Feltétlenül felaprózódott és szél, víz vagy jég által szállított szemcsékről van szó. Nem a kőzettéválás körülményei számítanak, hanem a szemcsék származása, ezért minden esetben eldönthető a jelleg, akár egyszerű rétegnyomásos tömörödés, akár cementáció útján alakul kőzetté. Ide tartoznak az oldatokból kivált vegyi üledékek is.
Az intrabazinális üledékek az üledékgyűjtőben keletkeznek és helyben rakódnak le. A régi rendszer vegyi- és biogén üldékeinek, valamint a törmelékek egy részének felel meg. A mészkő képződése tipikusan ilyen folyamat: míg a régi rendszerben a mészkő lehetett bármelyik kategória tagja, ebben a rendszerben kizárólag intrabazinális lehet.
A vulkáni törmelékek azért alkotnak külön csoportot, mert a törmelék nem felaprózódás révén keletkezik, és nem üledékgyűjtőben halmozódik fel, hanem szemcseméretétől függően adott távolságban a vulkánkitörés helyszínétől.

### Extrabazinális üledékes kőzetek
Osztályozásuk és elnevezésük két tulajdonság szerint történik: a cementáció foka és a szemcseméret alapján.
- Cementáció foka szerint lehet laza üledék vagy összeálló üledék. A laza üledékekben nincs cementáló anyag és a szemcsék egyenként függetlenek. Az összeálló üledékeket valamilyen cementáló anyag fogja össze, ezek legtöbbször ásványok: kvarc, limonit, kalcit vagy mész, káliföldpátok, glaukonit.
- Szemcseméret szerint:
  - 20 cm felett a szemcséket tömbnek (szögletes) vagy görgetegnek (kerekített) nevezzük.
  - 20 cm és 2 mm közötti szemcseméretű üledékeket durvaszeműnek (laza, kavics és murva, összeálló, törmelékkő vagy breccsa és kavicskő vagy konglomerátum) nevezzük.
  - 2 mm és 0,002 mm közötti szemcseméretű üledékek a homokok. Laza változata a közönséges homok, összeálló változata a homokkő és a lösz.
  - 0,002 mm alatti szemcseméretet finomszeműnek nevezzük, laza változata az iszap, összeálló változata az agyag(kő) és annak különböző speciális változatai (bauxit, kaolin, bentonit).

Az extrabazinális üledékes kőzetek vegyesen lehetnek törmelékes, vagy biogén eredetűek, például a folyóvízi iszapok egyszerre mindkét eredetűek. Vannak kizárólagosan biogén üledékek, amik elpusztult állati vázelemekből állnak (tengeri iszapok egy része, csontbreccsa stb.).

### Intrabazinális üledékes kőzetek

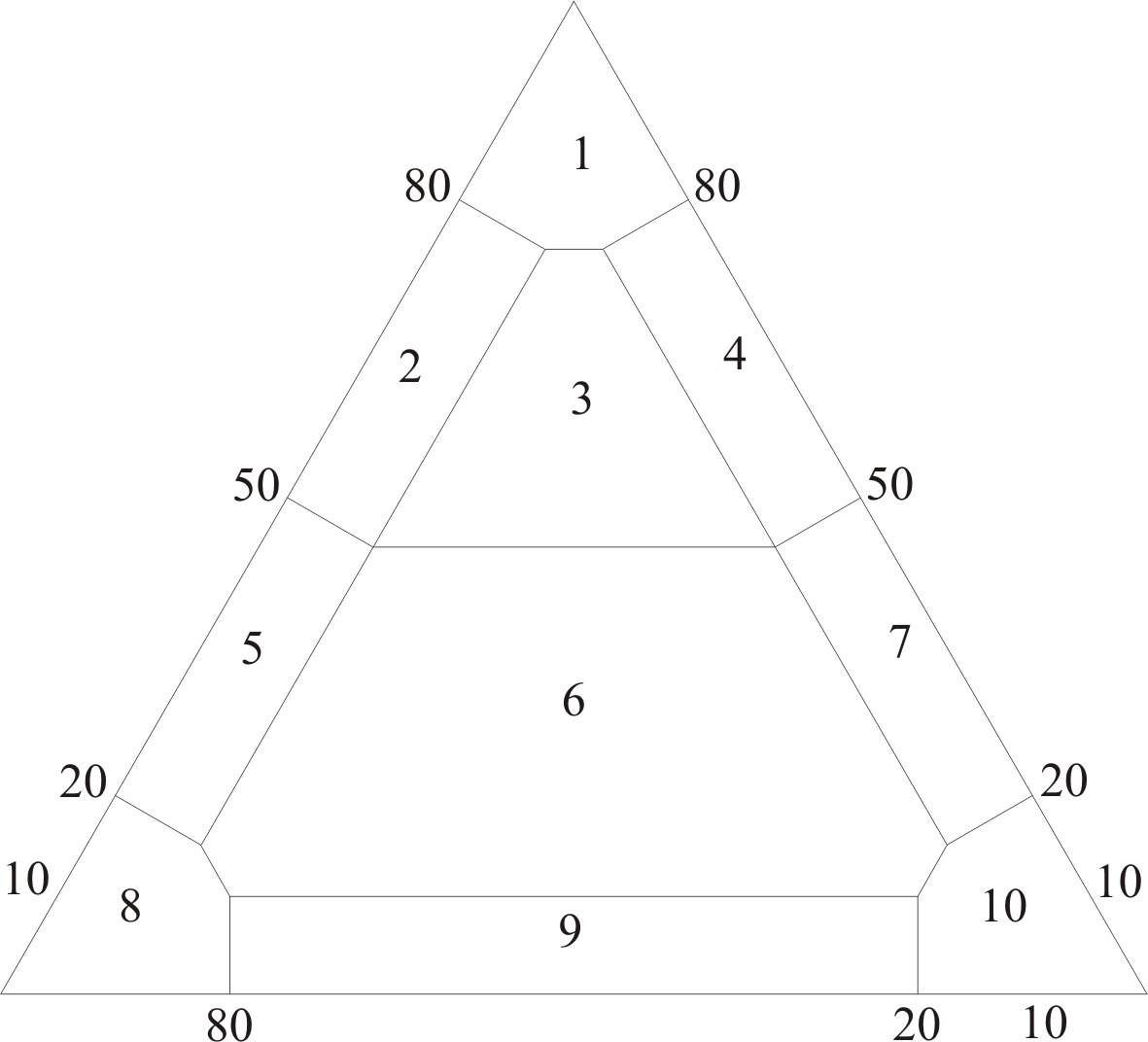
Meszet, agyagot és durvább szemcséket (homok, kőzetliszt) tartalmazó üledékek nevezéktana Aubouin et al. szerint:
1. homok
2. agyagos homok
3. márgás homok
4. meszes homok
5. homokos agyag
6. homokos márga
7. homokos mészkő
8. agyag
9. márga
10. mészkő

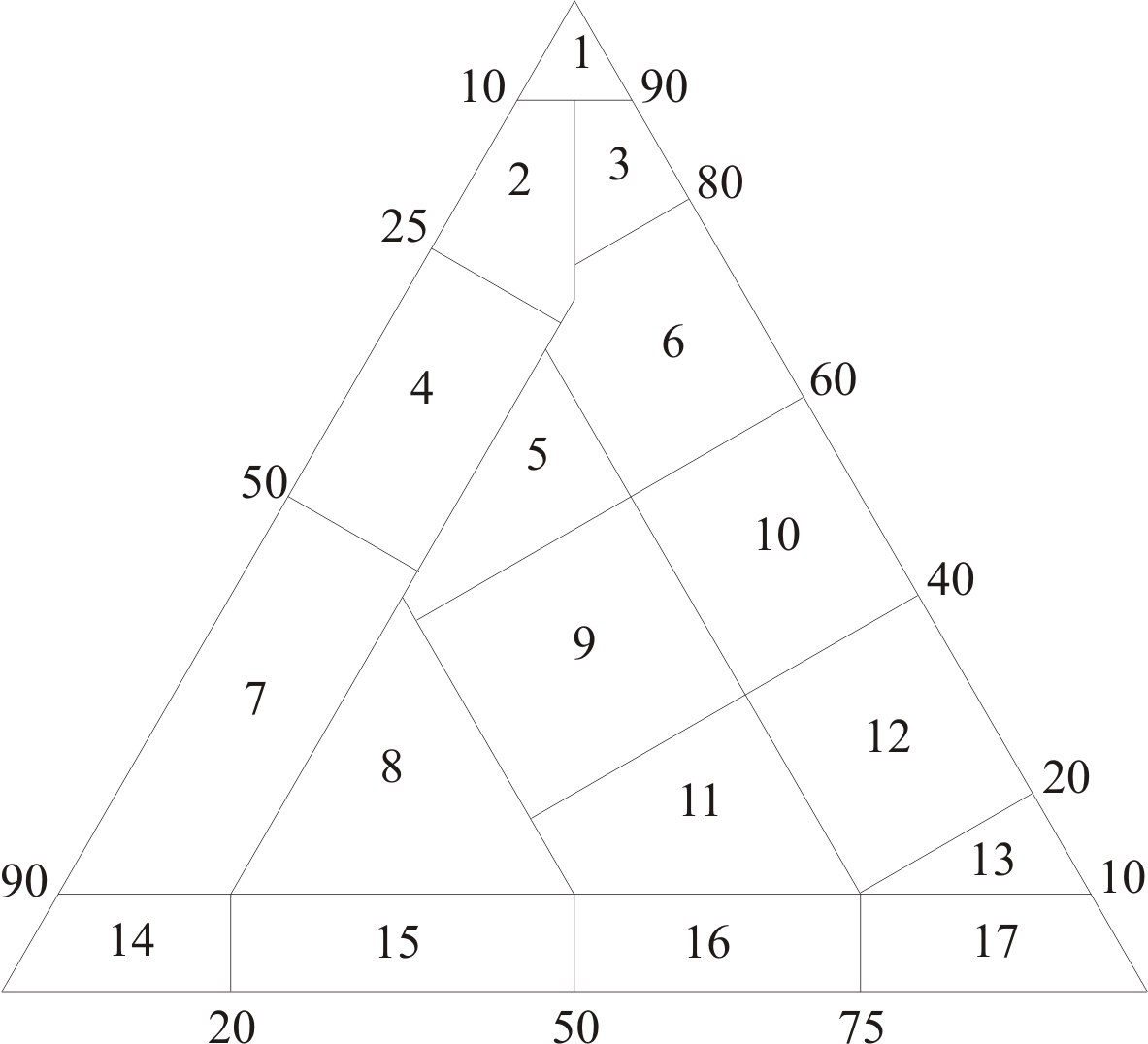
Meszet, agyagot és durvább szemcséket (homok, kőzetliszt) tartalmazó üledékek nevezéktana Bárdossy György szerint:
1. mészkő
2. homokos (kőzetlisztes) mészkő
3. agyagos mészkő
4. erősen meszes homok(kő) vagy aleur(ol)it
5. homokos (kőzetlisztes) márga
6. mészmárga
7. meszes homok(kő) vagy aleur(ol)it
8. márgás homok(kő) vagy aleur(ol)it
9. homokos (kőzetlisztes) márga
10. márga
11. homokos (kőzetlisztes) agyagmárga
12. agyagmárga
13. meszes agyag(kő)
14. homok(kő) vagy aleur(ol)it
15. agyagos homok(kő) vagy aleur(ol)it
16. homokos (kőzetlisztes) agyag(kő)
17. agyag(kő)

Az intrabazinális kőzetek túlnyomórészt oldatból kiváló és kőzetesedő üledékek. Összetételük szerint többfélék lehetnek. Emellett a gravitációval szállított törmelékek (görgeteg) is annak tekinthető, mivel az alapkőzettől többnyire nem távolodik messzire. Az intrabazinális üledékek többnyire a reziduális üledékek közül kerülnek ki. Legfontosabbak:
- Karbonátok (mészkő, dolomit, márga)
- Sókőzetek (evaporitok, például kősó, gipsz, anhidrit)
- Üledékes vaskőzetek (például oolitos vasérc, lápi vasérc, kéregvasérc, vasborsó)
- Üledékes mangánkőzetek
- Kovaüledékek (kvarc, kalcedon, jáspis, opál stb.)
- Szénhidrogének (földgáz, kőolaj)
- Szénfélék (tőzeg, lignit, barnakőszén, feketekőszén, antracit)

### Megtartás szerint
Az üledékes kőzeteket megtartásuk (kőzetszövetük) szerint két csoportba osztályozzuk
- Összeálló kőzetek, amikben az ásványos alkotók csak a kőzet törésével, végleges módon választhatók el egymástól.
- Laza kőzetek, amikben a szemcsék közti kapcsolat nem állandó
  - Ha száraz állapotban is elmozdíthatóak a szemcsék a kőzet sérelme nélkül, úgy szemcsés laza kőzet a neve,
  - ha ez csak nedves állapotban tehető meg, akkor kötött laza kőzetről beszélünk.

## Fajtáik, elnevezéseik
A karbonátos, agyagos és durvább törmelékes elegyrészeket egyaránt tartalmazó kőzetek összetevőik arányától függően ugyan, de a különböző szerzők eltérő módon nevezik meg. A nevezéktanok a jobb oldali ábrákon láthatóak.